# Softwarová distribuce
Softwarová distribuce, též distribuce (slangově distro) je kolekce softwarových komponent (programů a dat), které jsou vytvořeny, přeloženy a nakonfigurovány tak, že jsou snadno použitelné pro zamýšlený účel. Zpravidla se jedná o svobodný software (případně jiný volně šiřitelný software); typickým příkladem je linuxová distribuce, tj. kolekce počítačových programů a dat využívajících operační systém Linux, ale existují i distribuce jiných svobodných operačních systémů, například distribuce FreeBSD.
Softwarová distribuce je snadná cesta k získání svobodného softwaru. Může mít formu binární distribuce, se spustitelným instalačním programem, který lze stáhnout z Internetu. Možnosti sahají od celého operačního systému pro servery (na CD/DVD) po klasické instalátory (například WAMP). Softwarová distribuce může být také spojena s careware a donateware.
V posledních letech[kdy?] je s tímto termínem spojen jakýkoliv "dokončený" software (více nebo méně připravený pro jeho zamýšlené použití, ať už jako kompletní systém, nebo část většího systému), který je primárně složen z otevřeného software.

## Technická podpora
Technická podpora je klíčová potřeba pro koncové uživatele distribucí, počínaje vlastní distribucí, která je obvykle zdarma a nesmí být "vlastněna" v komerčním smyslu slova poskytovatelem. V závislosti na distribuci, může být tato podpora poskytována na komerční bázi tvůrcem distribuce, nebo uživatelskou komunitou.

## Distribuční nástroje svobodného software
GNU Autotools jsou distribuční nástroje široce používané pro jejich obsah, jako jsou programy a jejich zdrojové texty napsané v programovacích jazycích C++ a C, ale jejich využití je širší.

## Distribuční nástroje komerčního software
- LANDesk Management Suite poskytující softwarové distribuce pro Windows, OS X a Linux.
- Dell KACE poskytující vzdálenou administraci, softwarovou distribuci a softwarovou instalaci pro některá Windows, OS X a Linux desktop i server.

## Distribuční nástroje pro mobilní zařízení
Vytvořit nástroje pro distribuci softwaru pro malá mobilní zařízení, jako jsou telefony, PDA a další handheldové terminály, je kvůli jejich ad hoc připojení problém. Některé nástroje, které tvoří tuto kategorii zařízení jsou:
- Sybase iAnywhere Afaria